# Follow the Reaper
Follow the Reaper je treći studijski album finskog melodic death metal sastava Children of Bodom. Album je snimljen u Astia studiju 2000. godine. Kao i na prethodnom albumu Hatebreeder, gitare su bile naštimane na D Standard (D,G,C,F,A,D).

## Popis pjesama
1. "Follow the Reaper" – 3:47
2. "Bodom After Midnight" – 3:43
3. "Children of Decadence" – 5:34
4. "Everytime I Die" – 4:03
5. "Mask of Sanity" – 3:58
6. "Taste of My Scythe" – 3:58
7. "Hate Me!" – 4:44
8. "Northern Comfort" – 3:48
9. "Kissing the Shadows" – 4:32
10. "Don't Stop at the Top" (obrada pjesme Scorpionsa) – 3:24 (bonus pjesma na japanskom izdanju)
11. "Shot in the Dark" (obrada pjesme Ozzy Osbournea) – 3:38 (bonus pjesma na japanskom izdanju)
12. "Hellion" (obrada pjesme W.A.S.P.-a) – 3:02 (bonus pjesma)

## Osoblje
- Alexi Laiho – vokal/vodeća gitara/napisao sve pjesme osim Don't Stop at the Top (napisali Rudolph Schenker/Klaus Meine/Herman Rarebell), Shot in the Dark (napisali Ozzy Osbourne i Phil Soussan), Hellion (napisao Blackie Lawless), i Aces High (napisao Steve Harris).
- Alexander Kuoppala – ritam gitara
- Janne Warman – klavijature
- Henkka Seppälä – bas-gitara
- Jaska Raatikainen – bubnjevi
- Peter Tägtgren i Children of Bodom – produkcija
- Anssi Kippo – snimanje/miksanje
- Flea Black – omot albuma

## Zanimljivosti
- Pjesmu "Kissing the Shadows" Alexi je nabrzinu uglazbio na dan snimanja.
- Uvod u pjesme "Follow The Reaper" i "Taste of My Scythe", kao i kraj pjesme "Follow the Reaper" su citati iz filma Egzorcist 3.
- Uvod u pjesmu "Bodom After Midnight" je sličan pjesmi King Diamonda "From the Other Side".